# Charles Patterson
Charles W. Patterson est un auteur américain, historien, et défenseur de la cause animale. Il fut particulièrement connu lors de la parution de ses livres Un éternel Treblinka, Anti-Semitism: The Road to the Holocaust and Beyond, Animal Rights, The Civil Rights Movement, et Marian Anderson. Il fait partie des membres actifs de la guilde des auteurs (Authors Guild), ainsi que de l'union nationale des écrivains (The National Writers Union). Végétarien, il pense que le végétarisme peut réduire les violences humaines. Lors d'une manifestation contre l'expérimentation animale au sein de l'Université Colombia, il a rendu son doctorat au président de l'université. Selon lui, la vie d'êtres innocents est plus important « qu'un bout de papier ». Patterson est également un membre actif de la Vegetarian Community, et fut invité à dire un discours lors de la Veggie Pride de 2015 à New York. Son plus grand rêve est la fermeture des abattoirs. Il vit à New York, dans le quartier Upper West Side.

## Biographie
Charles Patterson a grandi en Nouvelle-Bretagne, dans le Connecticut. Il est né à l'hôpital général de la Nouvelle-Bretagne. Patterson ne connaissait pas son père en raison de son départ en guerre. Son père s'est battu contre les nazis en Europe, ce qui l'a amené à s'intéresser de près aux sujets de la Seconde Guerre mondiale et de l'Holocauste. Il a enseigné dans des collèges, des écoles élémentaires et des cours d'éducation pour adultes. Patterson enseigne diverses matières comme l'anglais, les études sociales et l'histoire. Il était professeur à l'Université Adelphi, à la New School University, au Hunter College et au Metropolitan College. Il était un critique pour la publication de la Société Internationale de Yad Vashem : Martyre et Résistance. Il a travaillé dans le domaine de l'édition pendant 17 ans afin de préserver les histoires des survivants de l’Holocauste, ainsi que de leurs familles. Il a été présenté dans le livre Who Stole My Religion? Par Richard Schwartz, dont l'histoire a établi une corrélation entre la nature et la foi du judaïsme. Il a été invité à écrire le livre du 50e anniversaire des Nations unies à Oxford. Le livre le plus récent de Patterson est Dans les pas de Dante: Mon voyage en enfer (une mise à jour moderne de l'Enfer de Dante). 
Il étudia à la Kent School, à Kent, Connecticut en 1954. Patterson a ensuite fait ses études au Amherst College, où il a obtenu son diplôme en 1958, puis à la Columbia University, où il a obtenu une maîtrise en littérature anglaise et Doctorat en religion. Il a ensuite étudié à l'Institut Yad Vashem, où il a pu se documenter au sujet de l'Holocauste, à Jérusalem,

## Réalisations
Le Conseil national des sciences sociales lui décerne le prix Carter G. Woodson Book Award en 1989. Il reçoit le prix de niveau secondaire pour le récit de son enfance, Marian Anderson. Un éternel Treblinka de Patterson a été présenté dans la publication The Animal's Agenda en 2002. Cet article était la couverture du numéro de mars / avril et s'intitulait L'Holocauste et l'exploitation des animaux.Un éternel Treblinka est également présenté au musée commémoratif de l'Holocauste aux États-Unis. Il a été honoré d'un prix des droits des animaux en 1995 pour son histoire Les droits des animaux . Le prix lui a été remis par la Société internationale pour le droit des animaux. Il a été présenté lors de la campagne de PETA (People for The Ethical Treatment of Animal), intitulée Holocaust on Your Plate. PETA a alors mentionné le lien entre les abattoirs d’animaux et les chambres à gaz de l’Holocauste établi par Patterson.

## Un éternel Treblinka
Le magazine "Political Affairs" a décrit Un éternel Treblinka comme : « un livre merveilleux sur des sujets terribles » L'association JVNA (Végétariens Juifs d'Amérique du Nord) l'a qualifié de « très bien documenté ... écrit avec beaucoup de sensibilité et de compassion ».

## Critiques
Les positions de Patterson ont été critiquées par différents groupes, notamment des organisations juives[Lesquelles ?] luttant contre l'antisémitisme, ainsi que des organisations[Lesquelles ?] dédiées à la mémoire de l'Holocauste[réf. nécessaire].
Certaines personnes estiment que les comparaisons entre l'exploitation animale et l'Holocauste, faites par Patterson, banalisent l'expérience des victimes et des survivants de l'Holocauste. Le psychologue de l'Holocauste Nathan Durst condamne ces comparaisons avec l'Holocauste, déclarant : « quand on appelle tout Auschwitz, on nie l'Holocauste. Comme tout devient terrible, il n'y a plus de mal absolu. C’est un grand soulagement pour les héritiers de la culpabilité. ». Le Docteur Manfred Gerstenfeld écrit à propos des comparaisons avec l’Holocauste telles que celles de Patterson : « Beaucoup de ceux qui [font ces comparaisons] ne s’intéressent ni aux Allemands, ni aux Juifs. Ils recherchent les métaphores les plus fortes possibles pour illustrer le caractère pervers de ceux qu'ils condamnent. »
D'autres opposants aux affirmations de Patterson soutiennent que l'Holocauste et l'élevage industriel reposent sur différents cadres historiques et sociologiques. La militante juive des droits des animaux, Roberta Kalechofsky, a écrit que, bien qu’il existe des similitudes esthétiques entre le traitement des animaux d’élevage et des juifs dans l’Holocauste, « l’agonie des animaux découle de causes différentes de celles de l’Holocauste. Les êtres humains ne détestent pas les animaux. Ils ne les mangent pas parce qu'ils les haïssent… Les êtres humains n'ont aucun conflit idéologique ou théologique avec les animaux. ». La Ligue anti-diffamation conteste la validité de certaines affirmations historiques de Patterson, notamment le fait que Hitler n'a pas pu être végétarien, et que les végétariens de l'Allemagne nazie furent obligés de fuir le régime, ou de vivre dans la clandestinité, au même titre que les juifs et les homosexuels.
L'interprétation par Patterson de la tradition abrahamique en tant que catalyseur des abus envers les animaux soulève d'autres critiques. Richard H. Schwartz, un auteur juif dans le domaine des droits des animaux, stipule : « Patterson déclare que certains historiens et environnementalistes accusent le verset de la Genèse, selon lequel Dieu accorde aux peuples la domination de la terre, de la destruction de l'environnement par la civilisation occidentale. Il omet de mentionner que les interprétations juives traditionnelles de ce verset ne définissent pas le terme « dominion » comme étant de la domination, mais plutôt comme une gestion responsable. Cette mauvaise interprétation peut donner l'impression, fausse, que l'exploitation des animaux et de l'environnement est sanctionnée par la religion. » .

## Publications
- Anti-Semitism: The Road to the Holocaust and Beyond, Walker & Co, première édition, 1982.  (ISBN 978-0-80276-470-6)
- The Civil Rights Movement (Social Reform Movements) on File, 1995.  (ISBN 978-0-81602-968-6)
- The Oxford 50th Anniversary Book des Nations Unies, Oxford University Press, 1995.  (ISBN 978-0-19508-280-7)
- Animal Rights, Backinprint.com, 2000.  (ISBN 978-0-59509-494-3)
- Hafiz Al-Asad of Syria, iUniverse, 2000.  (ISBN 978-0-59500-412-6)
- Marian Anderson, iUniverse, 2000.  (ISBN 978-0-59509-493-6)
- Thomas Jefferson, iUniverse, 2000.  (ISBN 978-0-59509-589-6)
- Eternal Treblinka: Our Treatment of the Animals and the Holocaust (fr. : « Un Treblinka éternel »), Lantern Books, première édition, 2002.  (ISBN 978-1-930-05199-7)
- From Buchenwald to Carnegie Hall (co-auteur avec Marian Filar ), University Press of Mississippi, première édition, 2002.  (ISBN 978-1-57806-419-9)
- In Dante's Footsteps: My Journey to Hell, Christian Faith Publishing, première édition, 2018.  (ISBN 978-1-64299-261-8)

## Voir également
- Droits des animaux et l'Holocauste